# Circonscription autonomique d'Ourense
Ne doit pas être confondu avec Circonscription électorale d'Ourense.
La circonscription électorale d'Ourense est l'une des quatre circonscriptions électorales de Galice pour les élections autonomiques au Parlement de Galice.
Elle correspond géographiquement à la province d'Ourense.

## Synthèse
| UCD         |       | 7  |    |    |    |    |    |    |    |    |    |    |   |  |  |
| AP & alliés |       | 5  | 7  |    |    |    |    |    |    |    |    |    |   |  |  |
| CG          |       |    | 4  | 1  |    |    |    |    |    |    |    |    |   |  |  |
| BNG         |       |    |    |    | 2  | 3  | 3  | 2  | 2  | 1  | 1  | 3  | 4 |  |  |
| PSdeG-PSOE  |       | 3  | 4  | 6  | 4  | 3  | 3  | 4  | 5  | 4  | 2  | 3  | 1 |  |  |
| PPdeG       |       |    |    | 8  | 9  | 8  | 8  | 8  | 7  | 8  | 9  | 8  | 8 |  |  |
| AGE         |       |    |    |    |    |    |    |    |    | 1  |    |    |   |  |  |
| En Marea    |       |    |    |    |    |    |    |    |    |    | 2  |    |   |  |  |
| DO          |       |    |    |    |    |    |    |    |    |    |    |    | 1 |  |  |
|             |       |    |    |    |    |    |    |    |    |    |    |    |   |  |  |
| Total       | Total | 15 | 15 | 15 | 15 | 14 | 14 | 14 | 14 | 14 | 14 | 14 |   |  |  |

## Résultats détaillés

### 1981
| Parti      | Parti | Députés élus |
| ---------- | ----- | --- |
| UCD        |       | José Quiroga Suárez, Senén Bernárdez Álvarez, José Lage Lage, Santos Oujo Bello, José Pedro Moreno González, Aurelio Domingo Miras Portugal, José Romero Becerra |
| AP         |       | Manuel Ángel Villanueva Cendón, María del Carmen Lovelle Alén, José Carlos Rodríguez González, José Luis García Casasnovas, Tomás Pérez Vidal                    |
| PSdeG-PSOE |       | Juan Manuel Iglesias Rivera, Ramón Félix Blanco Gómez, Carlos Casares Mouriño                                                                                    |

- Juan Iglesias (PSdeG-PSOE) est remplacé en février 1983 par José Luis Mourín Estela.
- José Moreno (UCD) est remplacé en décembre 1982 par José María Casas Rosendo.

### 1985
| Parti      | Parti | Députés élus |
| ---------- | ----- | --- |
| CP         |       | Manuel Ángel Villanueva Cendón, Juan Corral Pérez, Fernando González Suárez, Eladio Tesouro Romero, Aurelio Domingo Miras Portugal, Tomás Pérez Vidal, Tomás Valcarce Baiget |
| PSdeG-PSOE |       | Manuel Veiga Pombo, Javier Suances Pereiro, Ramón Félix Blanco Gómez, Manuel Blanco Suárez                                                                                   |
| CG         |       | Senén Bernárdez Álvarez, José Enrique Rodríguez Peña, Santos Oujo Bello, José Romero Becerra                                                                                 |

- Senén Bernárdez (CG) est remplacé en juillet 1986 par Emilio González Afonso.
- Manuel Veiga (PSdeG-PSOE) est remplacé en décembre 1987 par Alfredo Atrio García.

### 1989
| Parti      | Parti | Députés élus |
| ---------- | ----- | --- |
| PPdeG-CdG  |       | Victorino Núñez Rodríguez, Tomás Pérez Vidal, Aurelio Domingo Miras Portugal, Pilar Pedrosa González de Castejón, Daniel Barata Quintas, Fernando González Suárez, Roberto Castro García, José Lage Lage |
| PSdeG-PSOE |       | Miguel José Martínez Losada, Ramón Félix Blanco Gómez, María Antonia Álvarez Yáñez, Miguel Fidalgo Areda, Pedro Manuel Mariño Campos, Francisco Rodríguez Fernández,                                     |
| CG         |       | Santos Oujo Bello |

- Miguel Fidalgo (PSdeG-PSOE) est remplacé en juin 1992 par Otilia Docampo Estévez.

### 1993
| Parti      | Parti | Députés élus |
| ---------- | ----- | --- |
| PPdeG      |       | Victorino Núñez Rodríguez, Tomás Pérez Vidal, Daniel Barata Quintas, Fernando González Suárez, Aurelio Domingo Miras Portugal, Pilar Pedrosa González de Castejón, José Lage Lage, Roberto Castro García, Julio Ángel Montes Marqués |
| PSdeG-PSOE |       | Santos Oujo Bello, María Antonia Álvarez Yáñez, Pachi Vázquez, Agustín Vega Fuente, |
| BNG        |       | Alfredo Suárez Canal, Xosé Henrique Rodríguez Peña |

- Pachi Vázquez (PSdeG-PSOE) est remplacé en juin 1995 par Ramón Félix Blanco Gómez.
- Santos Oujo (PSdeG-PSOE) est remplacé en février 1996 par Francisco Rodríguez Fernández.

### 1997
| Parti               | Parti | Députés élus |
| ------------------- | ----- | --- |
| PPdeG               |       | Celso Delgado, Cástor Gago Álvarez, Daniel Barata Quintas, Miguel Ángel Santalices, María Dolores Rodríguez Seijas, Manuel López Casas, Roberto Castro García, Joaquín Manuel Muñoz González |
| BNG                 |       | Alfredo Suárez Canal, Xosé Henrique Rodríguez Peña, Xosé Francisco Ferreiro Abelleira |
| PSdeG-PSOE-EU-EG-OV |       | Manuel Veiga Pombo, Francisco Javier Casares Mouriño, María Antonia Álvarez Yáñez |

- Celso Delgado (PPdeG) est remplacé en avril 2000 par Gregorio Rodríguez Fernández.
- Daniel Barata (PPdeG) est remplacé en septembre 2000 par Serafín Escudero Centrón.
- Manuel López (PPdeG) est remplacé en février 2001 par José Jaime Francisco Vázquez Iglesias.

### 2001
| Parti      | Parti | Députés élus |
| ---------- | ----- | --- |
| PPdeG      |       | María Inmaculada Rodríguez Cuervo, Miguel Ángel Santalices, Roberto Castro García, José Manuel Baltar Blanco, María Dolores Rodríguez Seijas, Maximino Rodríguez Fernández, Cástor Gago Álvarez, María Josefa Caldelas Fernández |
| BNG        |       | Alfredo Suárez Canal, Xosé Henrique Rodríguez Peña, Xosé Francisco Ferreiro Abelleira |
| PSdeG-PSOE |       | Francisco Javier Casares Mouriño, Laura Seara, Pablo Xabier López Vidal |

- Francisco Casares (PSdeG-PSOE) est remplacé en mai 2002 par Manuel Luis Rodríguez González.

### 2005
| Parti      | Parti | Députés élus |
| ---------- | ----- | --- |
| PPdeG      |       | María Amparo González Méndez, José Manuel Baltar Blanco, Miguel Ángel Santalices, Roberto Castro García, Antonio Rodríguez Miranda, María Luisa Valladares Rodríguez, Aurelio Domingo Miras Portugal, Maximino Rodríguez Fernández |
| PSdeG-PSOE |       | Pachi Vázquez, Laura Seara, Pablo Xabier López Vidal, María Carmen Acuña Do Campo |
| BNG        |       | Iago Tabarés Pérez-Piñeiro, María Tereixa Paz Franco |

### 2009
| Parti      | Parti | Députés élus |
| ---------- | ----- | --- |
| PPdeG      |       | Luis Carrera Pásaro, María del Carmen Pardo López, Rosendo Luis Fernández Fernández, Enrique Nóvoa López, Cristina Isabel Romero Fernández, José Manuel Baltar Blanco, Antonio Rodríguez Miranda |
| PSdeG-PSOE |       | Pachi Vázquez, Laura Seara, Pablo Xabier López Vidal, María Carmen Acuña Do Campo, María Remedios Quintas Álvarez                                                                                |
| BNG        |       | Alfredo Suárez Canal, María Tereixa Paz Franco |

- Luis Carrera (PPdeG) ayant été évincé de la candidature, il fait le choix de ne pas siéger et est remplacé dès l'ouverture de la législature par Miguel Ángel Santalices.
- Carmen Pardo (PPdeG) est remplacée en mai 2009 par María Yolanda Díaz Lugilde.
- Laura Seara (PSdeG-PSOE) est remplacée en février 2010 par Juan Carlos Francisco Rivera.
- Rosendo Fernández (PPdeG) est remplacé en juillet 2011 par Marta María Rodríguez-Vispo Rodríguez.
- José Manuel Baltar (PPdeG) est remplacé en février 2012 par María Sol Díaz Mouteira.

### 2012
| Parti      | Parti | Députés élus |
| ---------- | ----- | --- |
| PPdeG      |       | Jesús Vázquez Abad, María del Carmen Pardo López, Miguel Ángel Santalices, Antonio Rodríguez Miranda, Cristina Isabel Romero Fernández, Antonio Mouriño Villar, Enrique Nóvoa López, Moisés Blanco Paradelo |
| PSdeG-PSOE |       | Pachi Vázquez, María Remedios Quintas Álvarez, Raúl Fernández Fernández, María Carmen Acuña Do Campo |
| AGE        |       | David Fernández Calviño |
| BNG        |       | María Tereixa Paz Franco |

- Antonio Rodríguez (PP) est remplacé en décembre 2012 par Marta María Rodríguez-Vispo Rodríguez.
- David Fernández (AGE) est remplacé en décembre 2013 par Carmen Iglesias Sueiro.
- Pachi Vázquez (PSdeG-PSOE) est remplacé en mai 2015 par Noela Blanco Rodríguez.
- Jesús Vázquez (PP) est remplacé en juin 2015 par María Sol Díaz Mouteira.
  - Sol Díaz Mouteira (PP) est remplacée en octobre 2015 par César Manuel Fernández Gil.
- Carmen Pardo (PP) est remplacée en septembre 2015 par Jackeline Elisabeth Fernández Macías.

### 2016
| Parti      | Parti | Députés élus |
| ---------- | ----- | --- |
| PPdeG      |       | María Sol Díaz Mouteira, Miguel Ángel Santalices, José González Vázquez, Antonio Rodríguez Miranda, Cristina Isabel Romero Fernández, Marta Nóvoa Iglesias, César Manuel Fernández Gil, Moisés Blanco Paradelo, Marta María Rodríguez-Vispo Rodríguez |
| PSdeG-PSOE |       | Noela Blanco Rodríguez, Raúl Fernández Fernández |
| En Marea   |       | María de los Ángeles Cuña Bóveda, David Rodríguez Estévez |
| BNG        |       | Noa Presas Bergantiños |

- Sol Díaz (PP) est remplacée en novembre 2016 par Antonio Mouriño Villar.
- Antonio Rodríguez (PP) est remplacé en novembre 2016 par Carlos Gómez Salgado.
- César Fernández (PP) est remplacé en juin 2019 par Jackeline Elizabeth Fernández Macías.
- Raúl Fernández (PSdeG-PSOE) est remplacé en juin 2019 par María del Carmen Rodríguez Dacosta.

### 2020
| Parti      | Parti | Députés élus |
| ---------- | ----- | --- |
| PPdeG      |       | María Sol Díaz Mouteira, Miguel Ángel Santalices, José González Vázquez, Marta Nóvoa Iglesias, Antonio Rodríguez Miranda, Noelia Pérez López, Gabriel Alén Castro, José Antonio Armada Pérez |
| BNG        |       | Noa Presas Bergantiños, Iago Tabarés Pérez-Piñeiro, María González Albert |
| PSdeG-PSOE |       | Marina Ortega Otero, Juan Carlos Francisco Rivera, María del Carmen Rodríguez Dacosta |

- Antonio Rodríguez (PPdeG) est remplacé en septembre 2020 par Marta María Rodríguez-Vispo Rodríguez.
- Gabriel Alén (PPdeG) est remplacé en septembre 2020 par José Luis Ferro Iglesias.
- José González (PPdeG) est remplacé en septembre 2021 par Carlos Gómez Salgado.
- Juan Carlos Francisco (PSdeG-PSOE) est remplacé en avril 2022 par Eduardo Ojea Arias.
- Marta Nóvoa (PPdeG) est remplacée le 27 juin 2023 par Moisés Blanco Paradelo.
- María González (BNG) est remplacée le 27 juin 2023 par Diego Lourenzo Moura.

### 2024
| Parti      | Parti | Députés élus |
| ---------- | ----- | --- |
| PPdeG      |       | Elena Rivo López, María Victoria Núñez López, José González Vázquez, Miguel Ángel Santalices, Gabriel Alén Castro, Noelia Pérez López, Antonio Rodríguez Miranda, María Sol Díaz Mouteira |
| BNG        |       | Noa Presas Bergantiños, Iago Tabarés Pérez-Piñeiro, Sonia Vidal Lamas, Secundino Fernández Fernández                                                                                      |
| PSdeG-PSOE |       | María del Carmen Rodríguez Dacosta |
| DO         |       | Armando Ojea Bouzo |

- Elena Rivo (PP) est remplacée le 23 avril 2024 par Argimiro Marnotes Fernández.
- Victoria Núñez (PP) démissionne en avril 2024.
- Gabriel Alén (PP) démissionne en avril 2024.
- Antonio Rodríguez (PP) démissionne en avril 2024.
- Marisol Díaz (PP) démissionne en avril 2024.